# 能町駅
能町駅（のうまちえき）は、富山県高岡市能町にある西日本旅客鉄道（JR西日本）・日本貨物鉄道（JR貨物）の駅である。
氷見線と、貨物線である新湊線の2路線が接続している。

## 歴史

1967年（昭和42年）当時の能町駅駅舎

- 1900年（明治33年）12月29日：中越鉄道高岡駅 - 伏木駅間開通と同時に開業し、旅客及び貨物の取扱を開始する[1][2]。
- 1918年（大正7年）1月27日：中越鉄道当駅 - 新湊駅間が開通する[3]。
- 1920年（大正9年）9月1日：中越鉄道の国有化により、官営鉄道の駅となる[4]。当駅は中越線の所属となり、新湊方面の路線は新湊軽便線となる[5]。当駅は旅客、手荷物、小荷物及び大貨物の取扱を行う[4]。
- 1922年（大正11年）9月2日：軽便鉄道法廃止により新湊軽便線を新湊線に改称する[6]。
- 1942年（昭和17年）8月1日：中越線の高岡駅 - 伏木駅間が氷見線に編入され、当駅もその所属となる[7]。
- 1944年（昭和19年）8月：当駅接続の日本曹達高岡工場専用線において貨物運輸を開始する[8]。
- 1951年（昭和26年）4月1日：新湊線の旅客営業が廃止[9]。
- 1968年（昭和43年）：コンテナ貨物ホームを設置する[10]。
- 1969年（昭和44年）10月1日：手荷物及び小荷物の配達取扱を廃止する[11]。
- 1974年（昭和49年）10月1日：営業範囲を改正し、旅客、荷物及び貨物を取扱う駅となる[12]。
- 1984年（昭和59年）2月1日：荷物の取扱を廃止[13]。
- 1985年（昭和60年）4月1日：駅員無配置駅となる[14]。
- 1987年（昭和62年）4月1日：国鉄分割民営化により、西日本旅客鉄道（JR西日本）および日本貨物鉄道（JR貨物）が継承する[2]。
- 2004年（平成16年）4月1日：日本曹達高岡工場専用線を休止する[8]。

## 駅構造
1面2線の島式ホームを持ち、列車交換が可能な地上駅である。構内には多くの側線があり、かつては金沢鉄道管理局管内において一二を争うコンテナ取扱量を有していたが、貨物取扱は中止されているため、設備は使用されていない。木造駅舎を有する。
駅舎内には待合室及び券売機がある。また、駅舎とホームの間の連絡には構内踏切を用いる。北陸広域鉄道部管理の無人駅であり、みどりの窓口は開設されていない。

### のりば
| のりば | 路線    | 方向 | 行先     |
| ------ | ------- | ---- | -------- |
| 1      | ■氷見線 | 上り | 高岡方面 |
| 2      | ■氷見線 | 下り | 氷見方面 |

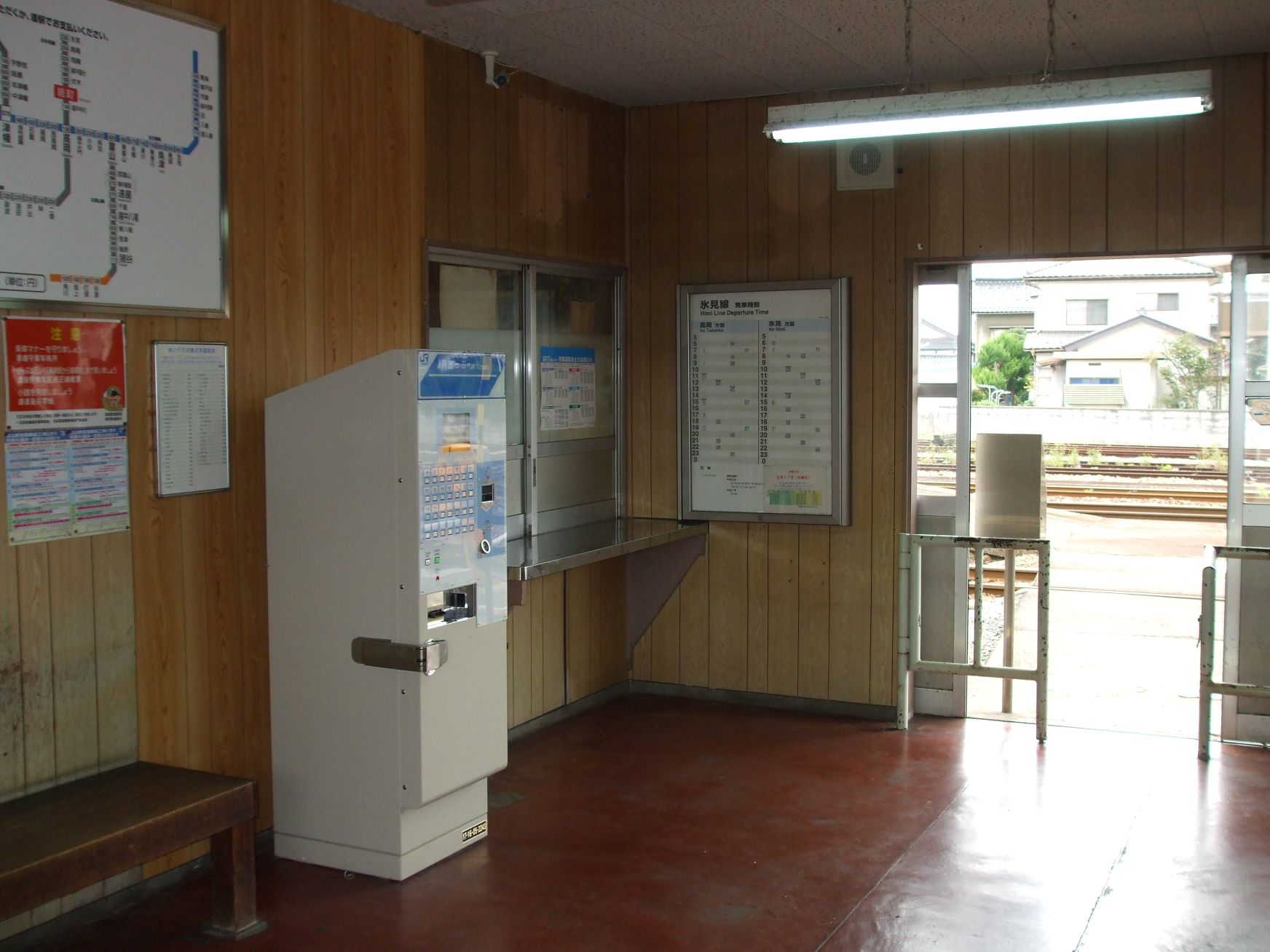
駅舎内の様子（2008年9月）
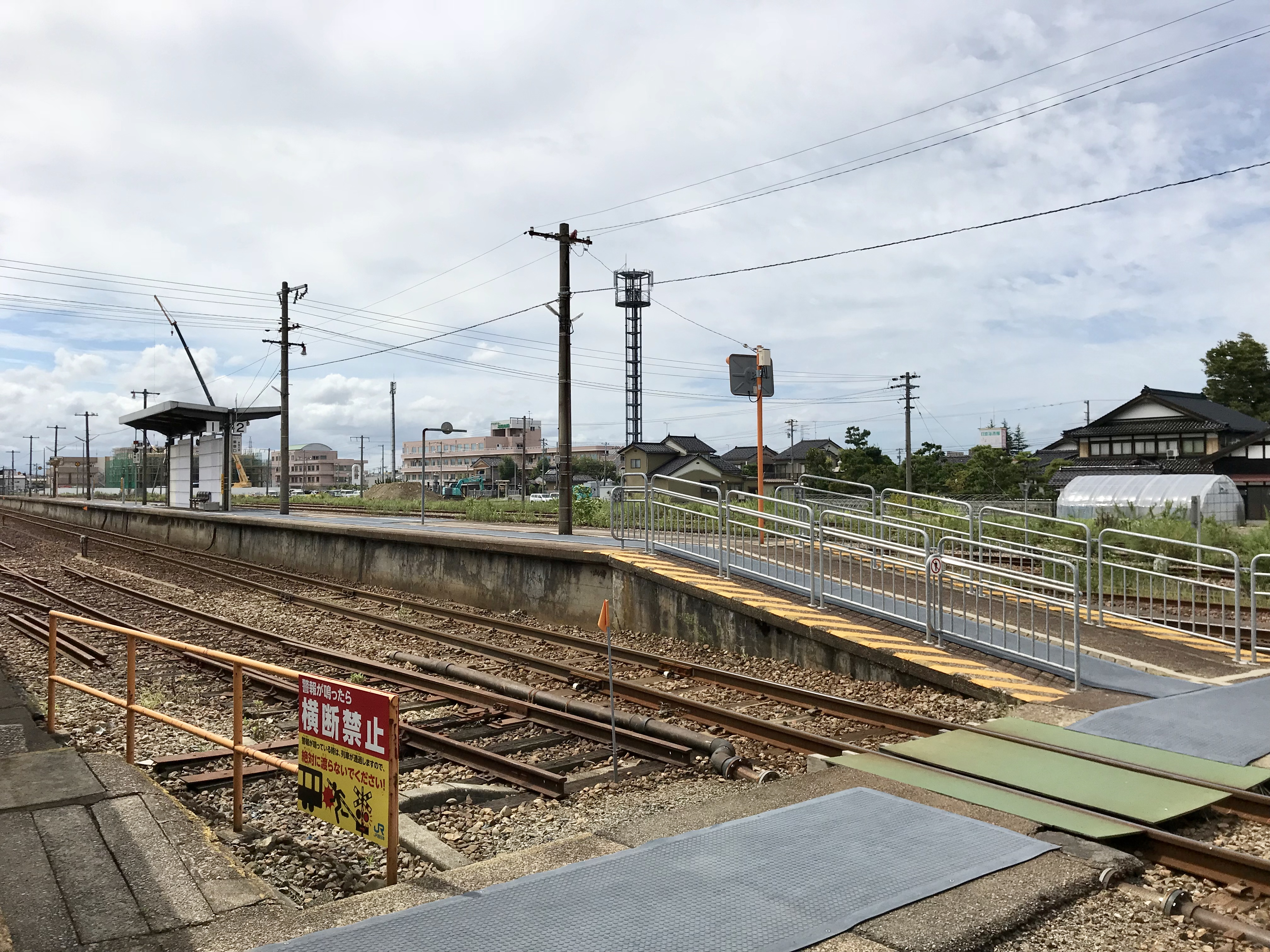
ホーム（2018年9月）

## 貨物取扱

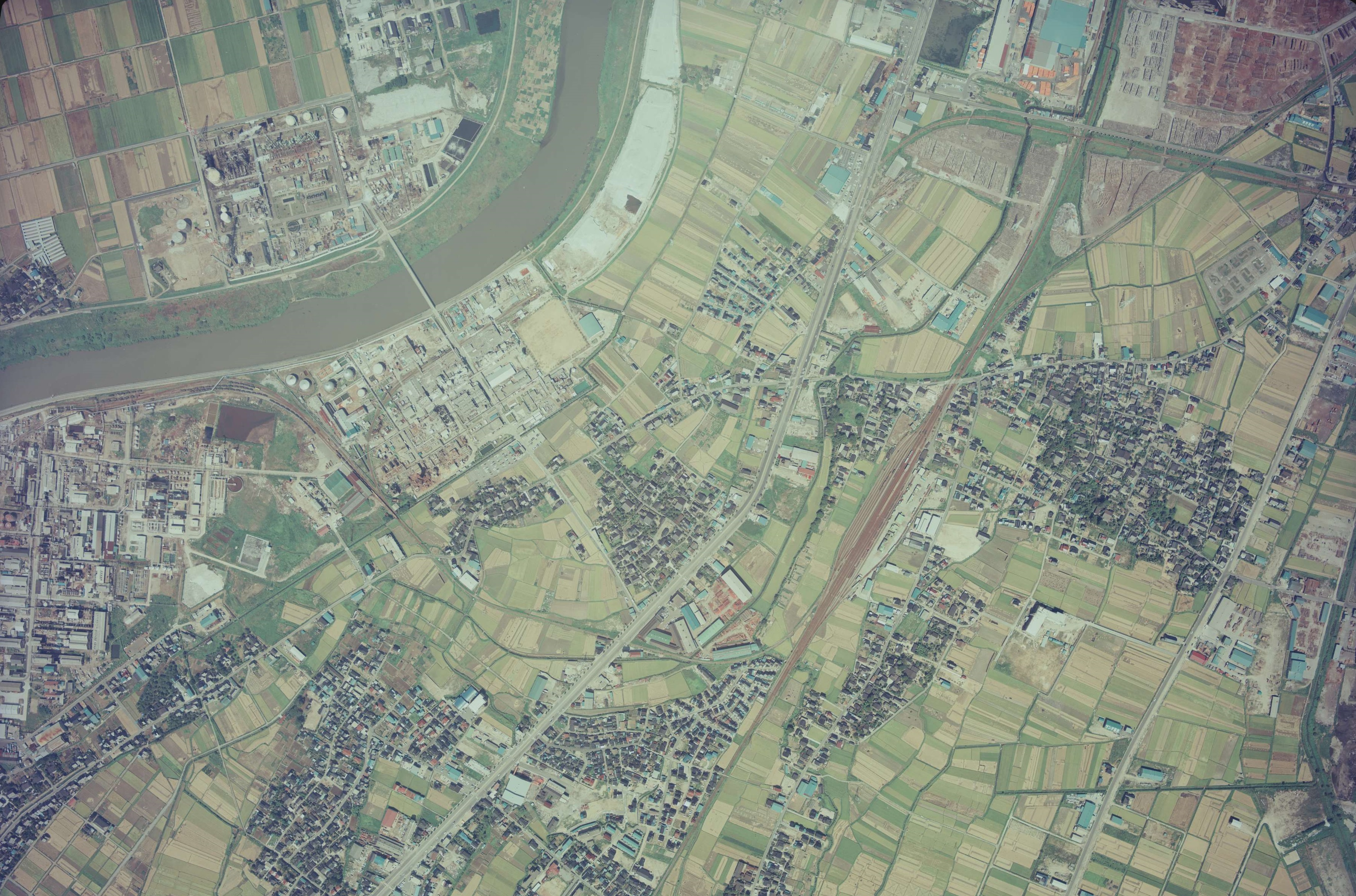
1975年（昭和50年）9月6日撮影の当駅周辺航空写真

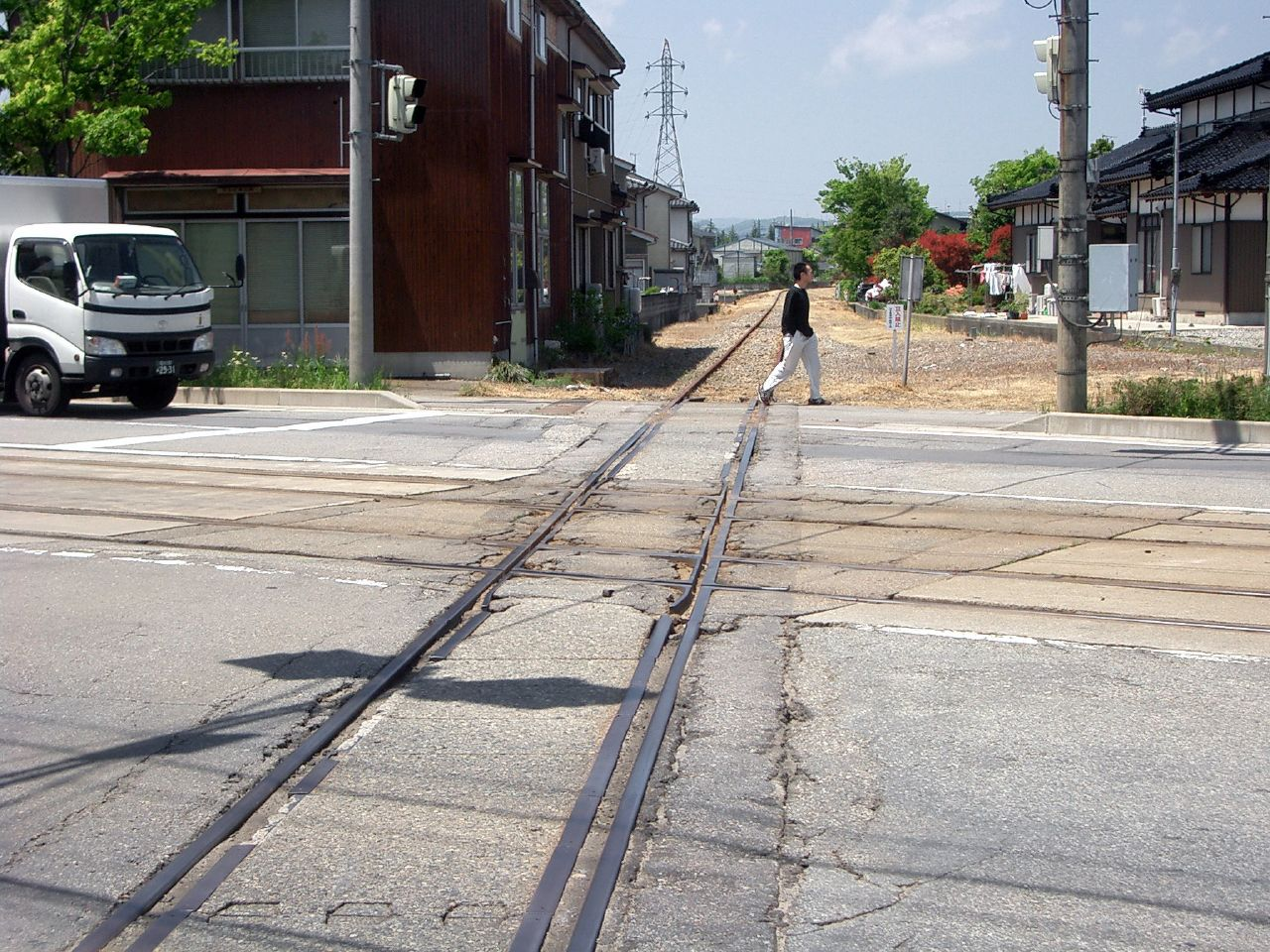
万葉線（高岡軌道線）と交叉していた日本曹達専用線

当駅は日本貨物鉄道の車扱貨物臨時取扱駅となっている。また、当駅からは高岡貨物駅に通ずる新湊線が分岐している。かつて当駅に接続していた日本曹達専用線は、万葉線旭ヶ丘停留場 - 荻布停留場を平面交差して高岡工場へと通じていたが、2004年（平成16年）4月1日を以て休止された。
1951年（昭和26年）12月15日付『鉄道公報』第732号通報「専用線一覧について（営業局）」別表によると、当駅接続の専用線は次の通りであった。
- 日本曹達線（第三者使用：日本通運、動力：私有機関車、作業粁程：1.2粁、備考：小口扱も取扱う）
- 中越パルプ工業線（第三者使用：日本通運、動力：国鉄機関車及び手押、作業粁程：1.0粁）

1953年（昭和28年）10月10日付『鉄道公報』第1254号通報専用線一覧別表掲載中、当駅接続の専用線は次の通りであった。
- 日本曹達線（第三者使用：日本通運、動力：私有機関車、作業粁程：1.2粁、備考：急小（発）及び小口扱も取扱う）
- 中越パルプ工業線（第三者使用：日本通運、動力：国鉄機関車及び手押、作業粁程：1.0粁）

1967年（昭和42年）7月1日現在における当駅接続の専用線は以下の通りであった。
- 日本曹達線（第三者使用：日本通運、日曹商事及び一之江化学工業、動力：日本通運所有機関車、作業粁程：1.8粁）
- 日本ゼオン線（第三者使用：日本通運、動力：日本通運所有機関車、作業粁程：1.5粁、備考：当専用線は日本曹達線に接続する）
- 中越パルプ工業線（第三者使用：中越運送、動力：私有機関車、作業粁程：1.2粁）
- ゼネラル石油線（第三者使用：日本通運、動力：日本通運所有機関車及び手押、作業粁程：0.1粁）

1970年（昭和45年）10月1日現在における当駅接続の専用線は以下の通りであった。
- 日本曹達線（真荷主：日曹商事、一之江化学工業及び丸正産業、通運事業者：日本通運、動力：日本通運所有機関車、作業粁程：1.8粁、総延長粁程：3.4粁）
- 日本ゼオン線（真荷主：三菱商事、通運事業者：日本通運、動力：日本通運所有機関車、作業粁程：1.5粁、総延長粁程：2.0粁、備考：当専用線は日本曹達線に接続する。また、コンテナによる小口扱貨物も取扱う）
- 中越パルプ工業線（通運事業者：中越運送、動力：私有機関車、作業粁程：1.2粁、総延長粁程：2.0粁、備考：コンテナによる小口扱貨物も取扱う）
- 島宇商店線（動力：日本通運所有機関車及び手押、作業粁程：0.1粁、総延長粁程：0.1粁）

1983年（昭和58年）4月1日現在における当駅接続の専用鉄道及び専用線は以下の通りであった。
- 日本曹達線（真荷主：日曹商事、一之江化学工業、丸正産業、三井日曹ウレタン及び住友商事、通運事業者：日本通運、動力：日本通運所有機関車、作業粁程：1.8粁、総延長粁程：3.8粁）
- 日本ゼオン線（真荷主：三菱商事、通運事業者：日本通運、動力：日本通運所有機関車、作業粁程：1.5粁、総延長粁程：2.0粁、備考：当専用線は日本曹達線に接続する）
- 中越パルプ工業線（通運事業者：中越運送、動力：私有機関車、作業粁程：1.2粁、総延長粁程：2.0粁）
- 日本農産工業線（動力：手押、作業粁程：0.1粁、総延長粁程：0.1粁）

## 利用状況
「富山県統計年鑑」と「高岡市統計書」によると、1日の平均乗車人員は以下の通りである。
| 年度   | 1日平均 乗車人員 |
| ------ | ---------------- |
| 1995年 | 241              |
| 1996年 | 218              |
| 1997年 | 230              |
| 1998年 | 232              |
| 1999年 | 220              |
| 2000年 | 197              |
| 2001年 | 186              |
| 2002年 | 175              |
| 2003年 | 172              |
| 2004年 | 162              |
| 2005年 | 153              |
| 2006年 | 124              |
| 2007年 | 131              |
| 2008年 | 145              |
| 2009年 | 142              |
| 2010年 | 149              |
| 2011年 | 166              |
| 2012年 | 164              |
| 2013年 | 177              |
| 2014年 | 182              |
| 2015年 | 201              |
| 2016年 | 191              |
| 2017年 | 160              |
| 2018年 | 158              |
| 2019年 | 169              |
| 2020年 | 135              |
| 2021年 | 132              |
| 2022年 | 136              |
| 2023年 | 145              |

## 駅周辺
- 万葉線新能町停留場・荻布停留場
- 高岡市立能町小学校
- 富山県道244号能町停車場線
- 高岡能町郵便局
- 高岡市農業協同組合（JA高岡）能町支店
- 高新自動車学校

## 隣の駅
西日本旅客鉄道（JR西日本）
■氷見線
越中中川駅 - 能町駅 - 伏木駅
日本貨物鉄道（JR貨物）
新湊線
能町駅 - 高岡貨物駅
- 1951年までは隣の高岡貨物駅（当時は新湊駅）との間に吉久駅・中伏木駅が存在した。